# Fearless (Taylor's Version)
Fearless (Taylor's Version) là album phòng thu đầu tiên được thu âm lại của ca sĩ kiêm sáng tác nhạc người Mỹ Taylor Swift. Album được phát hành bởi Republic Records vào ngày 9 tháng 4 năm 2021, bốn tháng sau album phòng thu thứ chín của nữ ca sĩ, Evermore (2020). Fearless (Phiên bản của Taylor) là album đầu tiên trong số 6 album thu âm lại mà Swift dự định phát hành, nhằm sở hữu các bản thu âm chính trong danh sách album cũ của cô.
Fearless (Taylor's Version) là một album thuộc thể loại country pop với sự kết hợp của các nhạc cụ gắn liền với dòng nhạc đồng quê như guitar, banjo, fiddle và mandolin. Lời của các bài hát trong album kể về những suy nghĩ và cảm xúc thời niên thiếu của Swift về tình yêu và sự tan vỡ. Được thu âm với giọng hát trưởng thành hơn của Swift, Fearless (Taylor's Version) bao gồm tất cả 19 bài hát từ phiên bản bạch kim nằm trong album phòng thu thứ hai của Swift, Fearless (2008), đĩa đơn từ nhạc phim "Valentine's Day" năm 2010 "Today Was a Fairytale" và sáu bài hát bổ sung chưa được phát hành "From the Vault". Fearless (Taylor's Version) sao lại phần nhạc của bản thu âm năm 2008, do Swift và Christopher Rowe sản xuất; Jack Antonoff và Aaron Dessner đã đồng sản xuất các bản nhạc chưa phát hành với Swift.
11 trong số 26 bài hát của album được viết bởi Swift. Các giọng hát khác mời bao gồm Colbie Caillat, Maren Morris và Keith Urban. Ba đĩa đơn được phát hành trước đó, bao gồm "Love Story (Taylor's Version)" được phát hành vào ngày 12 tháng 2 năm 2021, tiếp theo là "You All Over Me", với sự góp mặt của Maren Morris, vào ngày 26 tháng 3 năm 2021 và "Mr. Perfectly Fine" vào ngày 7 tháng 4 năm 2021. Khi phát hành, Fearless (Taylor's Version) đã nhận được sự hoan nghênh nhiệt liệt từ các nhà phê bình âm nhạc, những người ca ngợi tính hoài cổ của album, giọng hát trưởng thành hơn của Swift và phần sản xuất sắc nét hơn.
Album đã đạt vị trí quán quân bảng xếp hạng album Billboard 200 ngay trong tuần đầu ra mắt trên bảng xếp hạng, trở thành album thứ 9 liên tiếp của Taylor đạt vị trí đầu tiên Billboard 200 ngay trong tuần đầu, khiến Swift là nữ ca sĩ đầu tiên trong lịch sử Billboard có 9 album liên tiếp ra mắt tại vị trí top 1 Billboard 200 của thế kỷ 21 (từ Fearless (2008) đến Fearless (Taylor's Version) (2021), cũng như nữ nghệ sĩ đầu tiên trong lịch sử có 2 phiên bản của 1 album phát hành 2 năm khác nhau cùng đạt top 1 Billboard 200 của thế kỷ 21.

## Danh sách bài hát
Tất cả các bản nhạc trên tất cả các phiên bản đều được ghi chú là "Taylor's Version" ("phiên bản của Taylor").  Các bài hát từ 1 đến 19 được thu âm lại từ album Fearless bản Platinum phát hành năm 2008. Track 20 là nhạc phim Valentine's Day "Today Was a Fairytale". Các bản nhạc từ 21 đến 26 được ghi chú thêm "From the Vault".
| Fearless (Taylor's Version) – Phiên bản tiêu chuẩn | Fearless (Taylor's Version) – Phiên bản tiêu chuẩn | Fearless (Taylor's Version) – Phiên bản tiêu chuẩn | Fearless (Taylor's Version) – Phiên bản tiêu chuẩn | Fearless (Taylor's Version) – Phiên bản tiêu chuẩn |
| STT                                                | Nhan đề                                            | Sáng tác                                           | Sản xuất                                           | Thời lượng                                         |
| -------------------------------------------------- | -------------------------------------------------- | -------------------------------------------------- | -------------------------------------------------- | -------------------------------------------------- |
| 1.                                                 | "Fearless"                                         | Taylor Swift Liz Rose Hillary Lindsey              | Swift Christopher Rowe                             | 4:01                                               |
| 2.                                                 | "Fifteen"                                          | Swift                                              | Swift Rowe                                         | 4:54                                               |
| 3.                                                 | "Love Story"                                       | Swift                                              | Swift Rowe                                         | 3:55                                               |
| 4.                                                 | "Hey Stephen"                                      | Swift                                              | Swift Rowe                                         | 4:14                                               |
| 5.                                                 | "White Horse"                                      | Swift Rose                                         | Swift Rowe                                         | 3:54                                               |
| 6.                                                 | "You Belong with Me"                               | Swift Rose                                         | Swift Rowe                                         | 3:51                                               |
| 7.                                                 | "Breathe" (featuring Colbie Caillat)               | Swift Caillat                                      | Swift Rowe                                         | 4:23                                               |
| 8.                                                 | "Tell Me Why"                                      | Swift Rose                                         | Swift Rowe                                         | 3:20                                               |
| 9.                                                 | "You're Not Sorry"                                 | Swift                                              | Swift Rowe                                         | 4:21                                               |
| 10.                                                | "The Way I Loved You"                              | Swift John Rich                                    | Swift Rowe                                         | 4:03                                               |
| 11.                                                | "Forever & Always"                                 | Swift                                              | Swift Rowe                                         | 3:45                                               |
| 12.                                                | "The Best Day"                                     | Swift                                              | Swift Rowe                                         | 4:05                                               |
| 13.                                                | "Change"                                           | Swift                                              | Swift Rowe                                         | 4:39                                               |
| 14.                                                | "Jump Then Fall"                                   | Swift                                              | Swift Rowe                                         | 3:57                                               |
| 15.                                                | "Untouchable"                                      | Swift Cary Barlowe Nathan Barlowe Tommy Lee James  | Swift Rowe                                         | 5:12                                               |
| 16.                                                | "Forever & Always" (Piano Version)                 | Swift                                              | Swift Rowe                                         | 4:27                                               |
| 17.                                                | "Come in with the Rain"                            | Swift Rose                                         | Swift Rowe                                         | 3:57                                               |
| 18.                                                | "Superstar"                                        | Swift Rose                                         | Swift Rowe                                         | 4:23                                               |
| 19.                                                | "The Other Side of the Door"                       | Swift                                              | Swift Rowe                                         | 3:58                                               |
| 20.                                                | "Today Was a Fairytale"                            | Swift                                              | Swift Rowe                                         | 4:01                                               |
| 21.                                                | "You All Over Me" (featuring Maren Morris)         | Swift Scooter Carusoe                              | Swift Aaron Dessner                                | 3:40                                               |
| 22.                                                | "Mr. Perfectly Fine"                               | Swift                                              | Swift Jack Antonoff                                | 4:37                                               |
| 23.                                                | "We Were Happy"                                    | Swift Rose                                         | Swift Dessner                                      | 4:04                                               |
| 24.                                                | "That's When" (featuring Keith Urban)              | Swift Brad Warren Brett Warren                     | Swift Antonoff                                     | 3:09                                               |
| 25.                                                | "Don't You"                                        | Swift James                                        | Swift Antonoff                                     | 3:28                                               |
| 26.                                                | "Bye Bye Baby"                                     | Swift Rose                                         | Swift Antonoff                                     | 4:02                                               |
| Tổng thời lượng:                                   | Tổng thời lượng:                                   | Tổng thời lượng:                                   | Tổng thời lượng:                                   | 106:20                                             |

| Fearless (Taylor's Version) – Phiên bản cao cấp (bonus track) | Fearless (Taylor's Version) – Phiên bản cao cấp (bonus track) | Fearless (Taylor's Version) – Phiên bản cao cấp (bonus track) | Fearless (Taylor's Version) – Phiên bản cao cấp (bonus track) | Fearless (Taylor's Version) – Phiên bản cao cấp (bonus track) |
| STT                                                           | Nhan đề                                                       | Sáng tác                                                      | Sản sản xuất                                                  | Thời lượng                                                    |
| ------------------------------------------------------------- | ------------------------------------------------------------- | ------------------------------------------------------------- | ------------------------------------------------------------- | ------------------------------------------------------------- |
| 27.                                                           | "Love Story" (Elvira remix)                                   | Swift                                                         | Swift Rowe Elvira Anderfjärd [ a ]                            | 3:53                                                          |
| Tổng thời lượng:                                              | Tổng thời lượng:                                              | Tổng thời lượng:                                              | Tổng thời lượng:                                              | 110:13                                                        |